# Eugène Schreider
Eugène Schreider (Saint-Pétersbourg, 21 mai 1901 - Paris 14e, 23 mars 1978) est un anthropologue français né en Russie, spécialisé dans la biométrie.

## Biographie

### Naissance
Il est né à Saint-Pétersbourg le 21 mai 1901 car son père Grigori Ilytch Schreider était l'un des dirigeants du parti socialiste révolutionnaire de Russie. En 1906, son père, contraint de quitter le pays, se réfugie en Italie avec sa famille jusqu'en 1916 avant d'y revenir en 1917 après la prise de pouvoir des bolcheviks. Mais les évènements politiques les amènent à se réfugier dans la clandestinité à Odessa en 1919 avant une nouvelle émigration à Rome de 1919 à 1922.

### Études
Eugène Schreider commence à étudier le droit avant de poursuivre par des études de médecine à la Faculté de Médecine de Rome qu'il poursuit à Berlin de septembre 1922 à août 1923 puis à Prague jusqu'à décembre 1923 et enfin à Paris en 1924 et 1925. Anatomie, physiologie, médecine légale, anthropologie sociale et sociologie sont les sciences étudiées dans les quatre universités fréquentées.

### Début de carrière
De 1929 à 1940, sa carrière se déroule à Paris. Il complète d'abord sa formation en biologie et en psychologie. En préparant sa thèse sous la direction de Henri Piéron et Alfred Fessard sur Les mobiles affectifs du travail salarié, il découvre l'intérêt des statistiques et se lance dans la recherche psychologique expérimentale. Il exerce les fonctions de chercheur scientifique au Laboratoire de Physiologie du travail du C.N.A.M. puis au Laboratoire d'Anthropologie physique de l'E.P.H.E. Il participe en 1936 comme anthropologue à la Mission Biométrique française au Mexique sur des populations d'indiens. En 1939, il enseigne l'anthropologie physiologique et la biométrie à l'Institut d'Ethnologie de l'Université de Paris.

### Période de guerre
En 1940, il suit le CNRS dans son repli sur Bordeaux et aboutit à Toulouse chez le professeur  Henri-Victor Vallois. Commence alors pour lui son engagement dans la résistance toulousaine en relation avec le milieu socialiste. Son statut d'émigré juif russe aurait pu lui permettre d'accepter le visa d'entrée aux États-Unis en qualité de scientifique mais il préféra y renoncer. Engagé par la section française de la BBC Londres pour des missions d'informateur, il y rencontre celle qui deviendra sa femme Jean Mc Donald Scott avec qui il aura un fils Charles-Grégoire.

### Fin de carrière
En 1949, il obtient la nationalité française et un poste officiel à Paris comme directeur adjoint du Laboratoire d'Anthropologie Physique de l'E.P.H.E. où il organise le premier enseignement de biométrie humaine. Il succède à H. Vallois à la direction du Laboratoire en 1961 jusqu'à sa retraite en 1971. Parallèlement à ces fonctions, il s'occupe du Laboratoire de Biométrie Humaine du CNRS et en devient le directeur en 1961 jusqu'en 1973. Membre de la Société d'Anthropologie de Paris depuis 1948, il entre au Conseil d'administration en 1952 et est élu président en 1956. Membre fondateur du Conseil de la Société de biotypologie depuis sa création en 1931, il est nommé Secrétaire Général en 1962, poste qu'il occupe jusqu'en 1975. Enfin, de 1958 à peu avant sa mort intervenue le 23 mars 1978, il enseigne la biométrie humaine à l'Institut National d'Études Démographiques.

## Sujets d'études
Sa formation pluridisciplinaire l'a orienté très tôt vers l'étude de l'Homme dans ses fonctions biologique et sociale en investiguant les champs de la physiologie et de l'anthropologie et en utilisant la biométrie à titre expérimental.
En physiologie, il a contribué à souligner chez l'Homme l'importance des caractères physiologiques et biochimiques dont il montra l'intérêt d'en mesurer le désordre. Il s'oppose à la théorie de Claude Bernard sur la fixité physiologique.
En anthropologie, il étudie le lien entre l'Homme et son environnement climatique. Il étudie également les relations entre le biologique et le social et procède à une stratification sociale des caractères biologiques.